# Appio Claudio Pulcro (console 143 a.C.)
Appio Claudio Pulcro (in latino: APP•CLAVDIVS•APP•F•APP•N•PVLCHER; ... – 130 a.C.) è stato un politico e militare romano, console nel 143 a.C..

## Biografia
Era figlio di Gaio Claudio Pulcro; divenne console nel 143 a.C. e, per poter celebrare un trionfo, attaccò i Salassi, popolo celtico stanziato nell'attuale Valle d'Aosta e in Canavese. Inizialmente fu sconfitto ma, seguendo alcuni accorgimenti dei Libri sibillini, ottenne infine la vittoria. Al suo ritorno, tuttavia, non gli venne concesso il trionfo pubblico, perciò ne organizzò uno a proprie spese; quando un tribuno della plebe cercò di farlo cadere dal suo carro, la figlia Claudia, che era una Vestale, lo scortò di persona fino al Campidoglio. L'anno successivo Pulcro si candidò senza successo alla censura, che ottenne però nel 136 a.C. assieme a Quinto Fulvio Nobiliore. In seguito stipulò un'alleanza con Tiberio Gracco, a cui diede in sposa la figlia Claudia. Sostenne poi la campagna di Gracco per la riforma agraria finché nel 133 a.C. venne designato assieme ai Gracchi alla suddivisione delle terre pubbliche in favore della plebe romana.
Dopo l'assassinio di Tiberio nel 132 a.C. divenne nemico di Publio Cornelio Scipione Emiliano. Morì attorno al 130 a.C..
Durante la sua carriera ricoprì anche l'incarico di sacerdote salio, augure e principe del senato; ebbe come moglie Antista. Cicerone dice che fu un oratore forte ed abile.